# Atletiek op de Middellandse Zeespelen 1955
Atletiek is een van de sporten die beoefend werden tijdens de Middellandse Zeespelen 1955 in Barcelona, Spanje. De atletiekwedstrijden werden beslecht in het Estadio Olímpico de Montjuïc. Er waren 24 onderdelen, alle voor mannen.

## Uitslagen

#### Looponderdelen
| Event               | Goud                   | Goud    | Zilver            | Zilver  | Brons               | Brons   |
| ------------------- | ---------------------- | ------- | ----------------- | ------- | ------------------- | ------- |
| 100 m               | Luigi Gnocchi          | 10,9    | Alain David       | 11,0    | Sergio d’Asnach     | 11,0    |
| 200 m               | Luigi Gnocchi          | 21,6    | Vincenzo Lombardo | 21,7    | Wolfango Montanari  | 21,7    |
| 400 m               | Jacques Degats         | 47,3    | Pierre Haarhoff   | 47,5    | Vincenzo Lombardo   | 47,8    |
| 800 m               | Ekrem Koçac            | 1.50,0  | René Djian        | 1.51,1  | Evangelos Depastas  | 1.52,4  |
| 1500 m              | Ekrem Koçac            | 3.50,2  | Cahit Onel        | 3.52,2  | Antoine Vincendon   | 3.53,2  |
| 5000 m              | Alain Mimoun           | 14.27,6 | Osman Cosgul      | 14.39,0 | Jean Carron         | 14.40,4 |
| 10.000 m            | Alain Mimoun           | 30.23,6 | Luis Garcia       | 31.32,8 | Raymond Mahaut      | 31.48,2 |
| Marathon            | Abdul Herin            | 2:50.35 | Ali Hamid         | 2:53.57 | Erturan Haydar      | 2:58.07 |
| 110 m horden        | Philippe Candau        | 14,9    | Jacques Dohen     | 15,2    | Jean-Claude Bernard | 15,4    |
| 400 m horden        | Guy Cury               | 52,4    | Robert Bart       | 52,8    | Armando Filiput     | 53,4    |
| 3000 m steeple      | Georgios Papavassiliou | 9.20,6  | Julien Soucours   | 9.23,6  | José Teixeira       | 9.26,8  |
| 10 km snelwandelen  | Pino Dordoni           | 48.21,8 | Roland Griset     | 48.44,2 | Louis Chevalier     | 49.47,4 |
| 50 km snelwandelen  | Abdon Pamich           | 5:03.33 | Roger Chaylat     | 5:20.07 | Francisco Villoldo  | 5:36.07 |
| 4 x 100 m estafette | Italië                 | 41,0    | Griekenland       | 42,6    | Egypte              | 42,8    |
| 4 x 400 m estafette | Frankrijk              | 3.12,8  | Italië            | 3.14,4  | Egypte              | 3.16,2  |

#### Veldonderdelen
| Event                | Goud                | Goud     | Zilver              | Zilver   | Brons                  | Brons    |
| -------------------- | ------------------- | -------- | ------------------- | -------- | ---------------------- | -------- |
| Hoogspringen         | Maurice Fournier    | 1,98 m   | Papagallo Thiam     | 1,98 m   | Cetin Sahiner          | 1,90 m   |
| Verspringen          | Luigi Ulivelli      | 7,17 m   | Emad El Din Shafei  | 7,11 m   | René Cucuat            | 7,10 m   |
| Polsstokhoogspringen | Giulio Chiesa       | 4,28 m   | Georgios Roubanis   | 4,25 m   | Victor Sillon          | 4,20 m   |
| Hink-stap-springen   | Eric Battista       | 14,93 m  | Fawzy A M Chaaban   | 14,59 m  | Konstantinos Sfikas    | 14,58 m  |
| Kogelstoten          | Raymond Thomas      | 15,70 m  | Georgios Tsakanikas | 15,49 m  | Silvano Meconi         | 15,35 m  |
| Hamerslingeren       | Teseo Taddia        | 55,14 m  | Guy Husson          | 54,31 m  | Dimitrios Boulboutzis  | 48,23 m  |
| Speerwerpen          | Michel Macquet      | 69,00 m  | Francesco Ziggiotti | 66,22 m  | Pedro Apellaniz        | 62,64 m  |
| Discuswerpen         | Adolfo Consolini    | 52,81 m  | Antonios Kounadis   | 47,23 m  | Konstantinos Yataganas | 45,63 m  |
| Tienkamp             | Bernardino Adarraga | 5693 ptn | Mohamed Saïd Zaki   | 5633 ptn | Robert Vaussenat       | 5262 ptn |

## Medaillespiegel
| Plaats | Land        | Goud | Zilver | Brons | Totaal |
| 1      | Frankrijk   | 10   | 10     | 8     | 28     |
| 2      | Italië      | 9    | 3      | 5     | 17     |
| 3      | Turkije     | 2    | 2      | 2     | 6      |
| 4      | Griekenland | 1    | 4      | 4     | 9      |
| 5      | Egypte      | 1    | 4      | 2     | 7      |
| 6      | Spanje      | 1    | 1      | 3     | 5      |
| Totaal | Totaal      | 24   | 24     | 24    | 72     |

1951 · 1955 · 1959 · 1963 · 1967 · 1971 · 1975 · 1979 · 1983 · 1987 · 1991 · 1993 · 1997 · 2001 · 2005 · 2009 · 2013 · 2018 · 2022
Atletiek · Basketbal · Boksen · Gewichtheffen · Gymnastiek · Hockey · Paardensport · Roeien · Rolhockey · Rugby · Schermen · Schietsport · Schoonspringen · Voetbal · Waterpolo · Wielersport · Worstelen · Zeilen · Zwemmen